# Pallone d'oro 1981
L’edizione 1981 del Pallone d'oro, 26ª edizione del premio calcistico istituito dalla rivista francese France Football, fu vinta dal tedesco Karl-Heinz Rummenigge (Bayern Monaco).
I giurati che votarono furono 26, provenienti da Austria, Belgio, Bulgaria, Cecoslovacchia, Danimarca, Finlandia, Francia, Germania Est, Germania Ovest, Grecia, Inghilterra, Irlanda, Italia, Jugoslavia, Lussemburgo, Paesi Bassi, Polonia, Portogallo, Romania, Scozia, Spagna, Svezia, Svizzera, Turchia, Ungheria e Unione Sovietica.

Karl-Heinz Rummenigge, vincitore del Pallone d'oro 1981